# Claudio Reyna
Claudio Reyna   (Livingston, 20 de juliol de 1973) és un exfutbolista estatunidenc de la dècada de 2000.
Pel que fa a clubs, destacà a les files de Bayer Leverkusen, Rangers FC, Sunderland AFC i Manchester City FC.
Fou 112 cops internacional amb la selecció dels Estats Units, amb la qual participà en els Mundials de 1994, 1998, 2002 i 2006.

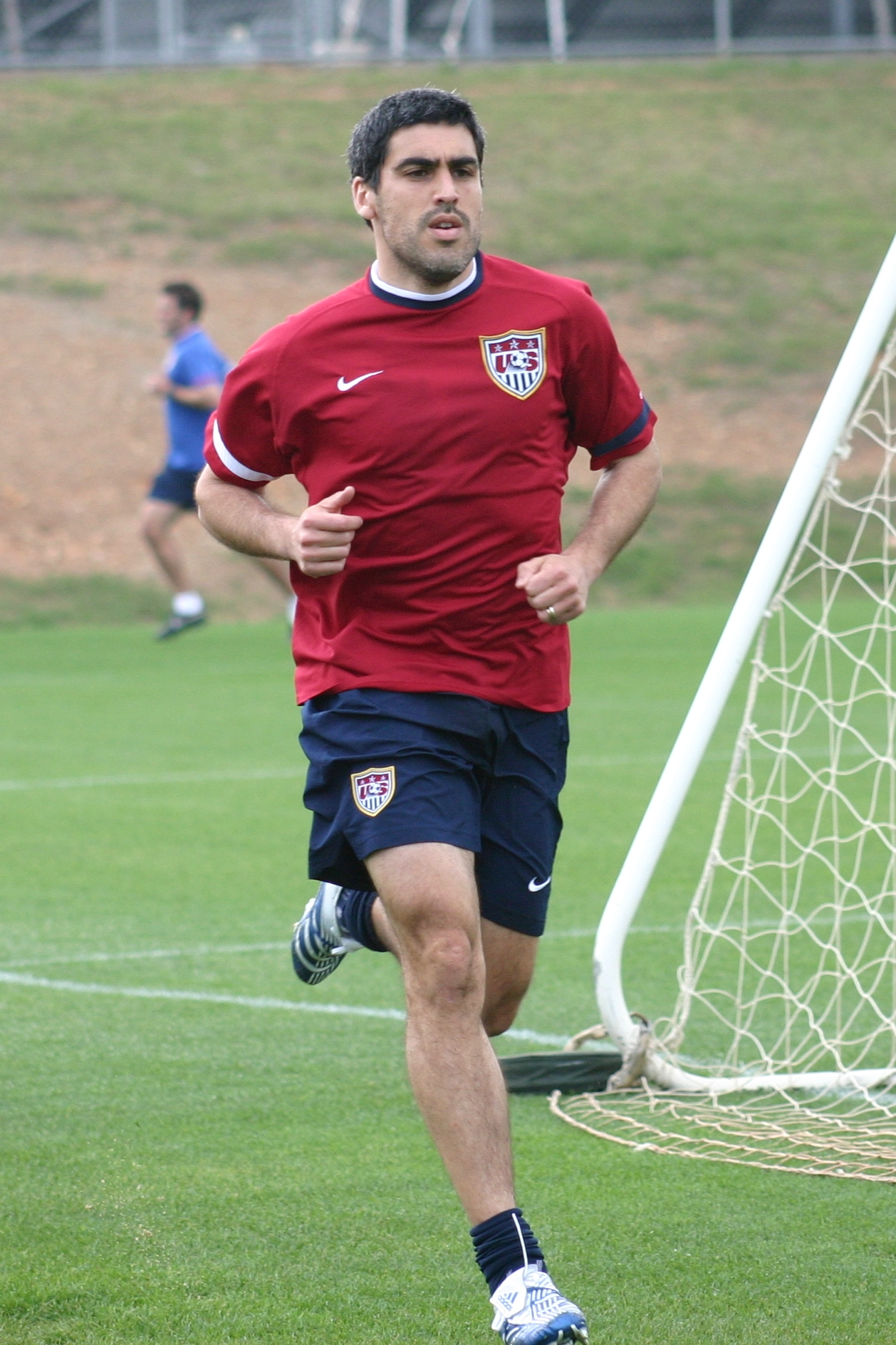
Reyna a la selecció el 2006.